# Дискография Dark Tranquillity
Dark Tranquillity (с англ. — «Тёмное спокойствие», «Мрачное спокойствие») — шведская метал-группа, играющая в стиле мелодичный дэт-метал. Группа существует дольше всех групп из знаменитой метал-сцены Гётеборга, а также претендует на участие в создании особенного гётеборгского звучания.

## Студийные альбомы
| Год                                                                       | Описание                                                                                          | Позиция в чарте | Позиция в чарте | Позиция в чарте | Позиция в чарте | Позиция в чарте | Позиция в чарте |
| Год                                                                       | Описание                                                                                          | SWE             | AUT             | FIN             | FRA             | GER             | SWI             |
| ------------------------------------------------------------------------- | ------------------------------------------------------------------------------------------------- | --------------- | --------------- | --------------- | --------------- | --------------- | --------------- |
| 1993                                                                      | Skydancer - Выпущен: 30 August 1993 - Лейбл: Spinefarm (# SPI34) - Формат: CD, LP                 | —               | —               | —               | —               | —               | —               |
| 1995                                                                      | The Gallery - Выпущен: 27 November 1995 - Лейбл: Osmose (# OPCD 033) - Формат: CD, LP             | —               | —               | —               | —               | —               | —               |
| 1997                                                                      | The Mind's I - Выпущен: 21 апреля 1997 года - Лейбл: Osmose (# OPCD 052) - Формат: CD, LP         | —               | —               | —               | —               | —               | —               |
| 1999                                                                      | Projector - Выпущен: 21 июня 1999 года - Лейбл: Century Media (# 77285) - Формат: CD, LP          | —               | —               | —               | —               | —               | —               |
| 2000                                                                      | Haven - Выпущен: 25 июля 2000 года - Лейбл: Century Media (# 77297) - Формат: CD, LP              | —               | —               | —               | —               | —               | —               |
| 2002                                                                      | Damage Done - Выпущен: 20 августа 2002 года - Лейбл: Century Media (# 77403) - Формат: CD, LP     | 29              | —               | —               | 146             | 83              | —               |
| 2005                                                                      | Character - Выпущен: 24 января 2005 года - Лейбл: Century Media (# 77603) - Формат: CD, LP        | 3               | —               | 30              | 173             | 83              | —               |
| 2007                                                                      | Fiction - Выпущен: 17 April 2007 - Лейбл: Century Media (# 77615) - Формат: CD, LP                | 12              | —               | 19              | 145             | 59              | —               |
| 2010                                                                      | We Are the Void - Выпущен: 24 февраля 2010 года - Лейбл: Century Media (# 77615) - Формат: CD, LP | 9               | —               | 16              | 138             | 59              | 70              |
| 2013                                                                      | Construct - Выпущен: 27 мая 2013 года - Лейбл: Century Media - Формат: CD, LP                     | 9               | 67              | 15              | 136             | 37              | 68              |
| 2016                                                                      | Atoma - Выпущен: 4 ноября 2016 года - Лейбл: Century Media - Формат: CD, LP                       | 2               | 40              | 15              | 125             | 23              | 36              |
| 2020                                                                      | Moment - Выпущен: 20 ноября 2020 года - Лейбл: Century Media - Формат: CD, Vinyl, Digital         |                 |                 |                 |                 |                 |                 |
| "—" означает что альбом не попал в чарт или не издавался в данной стране. |                                                                                                   |                 |                 |                 |                 |                 |                 |

## Compilation albums
| Year | Title                                |
| ---- | ------------------------------------ |
| 1999 | Skydancer/Of Chaos and Eternal Night |
| 2004 | Exposures - In Retrospect and Denial |
| 2009 | Yesterworlds                         |

## EP
| 1991                                   | Trail of Life Decayed      | —  |
| 1992                                   | A Moonclad Reflection      | —  |
| 1995                                   | Of Chaos and Eternal Night | —  |
| 1996                                   | Enter Suicidal Angels      | —  |
| 2004                                   | Lost to Apathy             | 47 |
| 2012                                   | Zero Distance              | —  |
| "—" означает что релиз не попал в чарт |                            |    |

## DVD
| Год  | Описание                                                                                         |
| ---- | ------------------------------------------------------------------------------------------------ |
| 2003 | Live Damage - Выпущен: 29 сентября 2003 года - Лейбл: Century Media (# CM 77485-7) - Формат: DVD |
| 2009 | Where Death Is Most Alive - Выпущен: 26 октября 2009 года - Лейбл: Century Media - Формат: DVD   |

## Музыкальные клипы
| Год  | Название                               | Режиссер              | Альбом          |
| ---- | -------------------------------------- | --------------------- | --------------- |
| 1997 | "Hedon"                                | Dick Bewarp           | The Mind's I    |
| 1997 | "Zodijackyl Light"                     | Dick Bewarp           | The Mind's I    |
| 1999 | "ThereIn"                              | Henrik Bengtsson      | Projector       |
| 2002 | "Monochromatic Stains"                 | Achilleas Gatsopoulos | Damage Done     |
| 2005 | "Lost To Apathy"                       | Roger Johansson       | Character       |
| 2005 | "The New Build"                        | Roger Johansson       | Character       |
| 2007 | "Focus Shift"                          | Roger Johansson       | Fiction         |
| 2007 | "Terminus (Where Death Is Most Alive)" | Sven Kirk             | Fiction         |
| 2009 | "Misery's Crown"                       | Roger Johansson       | Fiction         |
| 2010 | "Shadow in Our Blood"                  | Vasara Films          | We Are The Void |
| 2011 | "Iridium"                              | Niklas Sundin         | We Are The Void |
| 2011 | "Zero Distance"                        | Aduro Labs            | We Are The Void |
| 2012 | "In My Absence"                        | Niklas Sundin         | We Are The Void |
| 2013 | "Uniformity"                           | Patric Ullaeus        | Construct       |
| 2015 | "The Science Of Noise"                 |                       | Construct       |